# Club Balonmano Chapela
El Club Balonmano Chapela és un equip d'handbol gallec de la parròquia de Chapela, al municipi de Redondela, que juga a la Divisió d'Honor Plata. Es va fundar l'any 1967.
L'equip juga els seus partits com a local al Pavillón Municipal de Chapela.

## Història
El Club Balonmano Chapela es va fundar el 1967 amb el nom d'Atlético Chapela. Va començar jugant a la Tercera divisió però el 1970 va aconseguir l'ascens a Primera divisió. El 1996 va aconseguir l'ascens a la lliga ASOBAL, aconseguint un any més tard la seva millor posició històrica en quedar setens.
L'any 2000 es va haver de fusionar, a causa dels deutes, amb el Deportivo Balonmán Chapela.